# Серес-Негрос ФК
„Серес-Негрос“ е футболен клуб от град Баколод, административен център на провинцията Западен Негрос Филипините.
Градът е познат още като Град на усмивките заради провеждането на фестивала Маскара, на който се носят маски с усмихнати лица. Клубът е основан през 2012 г. Отборът му играе във висшата „Филипинска футболна лига“, шампион е за 2017 и 2018 г.

## История
„Серес Ла Сал“ почти веднага печели и първия си трофей – в регионалния шампионат на остров Негрос. На финала другия местен тим „Баколод Юнайтед“ е разбит с 11:0. Следват две години в които Серес взема националния клубен шампионат., организиран от Филипинската асоциация. Този турнир (въпреки името си и управлявващата го организация) няма статут на национално първенство. В него участват само отбори базирани извън столицата Манила, като до крайната елиминационна фаза се стига чрез сложен регламент на национален принцип.
Серес се включва във втората дивизия на официалното първенство – Юнайтед лига, през 2014 г. „Автобусаджиите“ са подсилени от голямо ядро южнокорейци. Дори треньоръте от тази държава Сун-Йон Ча. Отборът от „Града на усмивките“ преминава като на парад навсякъде, печелейки безапелационно втората, а впоследствие и първата дивизия на страната. В последния сезон на Юнайтед лигата „Серес Ла Сал“ става втори след „Глобал (Себу)“. Тимът получава покана за участие в турнира за „Купата на Сингапур“, където през 2016 г. се класира на трето място.
Международните прояви на „Серес“ започват още през 2014 г., когато не успява да премине груповата фаза на „Купата на президента на АФК“. Постепенно корейското присъствие в състава се подменя с местни таланти. На треньорския пост застават последователно Али Го и Франклин Муескан. Първият е водил отбора и няколко години преди това, като успява да го класира в елита на филипинския футбол. През 2015 г. Али Го заема също и поста технически директор в Серес Ла Сал. Муескан продължава успехите в международен план, като през 2016 г. под негово ръководство автобусаджиите печелят първото място в групата си за Купата на АФК, достигайки за първи път елиминационна фаза. Славата на Серес обаче тепърва запомвада расте.
През лятото на 2016 г. на кормилото застава югослевския специалист Ристо Видакович. Треньорът роден на територията на днешната Босна и Херцеговина се подвизава през 90-те в „Реал Бетис (Севиля)“. След като поема „Серес“, го извежда до историческа първа титла в страната през 2017 година. Основният претендент „Глобъл (Себу)“ е разбит с 4:1. Логично следват битки в квалификациите за Шампионската лига на Азия. Вече под името „Серес-Негрос“ отборъте на крачка от груповата фаза, но е спрян в плейофите от китайския „Тянжин Куанжиян“.
Златото е дублирано през 2018 г. на 25 юли – с 6:1 над „Глобъл (Себу)“. С този успех първото място е гарантирано и на теория три кръга преди края.
През настоящата 2018 година „Серес“ за четвърти път се включва във втория по значимост континентален турнир – Купата на АФК. В групата се класира на второ място, като компания му прави „Шан Юнайтед“. Първенецът на Мианмар е първият отбор, който е отстранен от „автобусаджиите“ в предварителния кръг на квалификациите за Шампионска лига.
В сложния регламент на елиминационната фаза на Купата на АФК, „жълто-черните“ побеждават и вицешампиона на Мианмар „Янгон Юнайтед“. По този начин е достигнат финала в Зоната на Югоизточна Азия. В него „Серес-Негрос“ се изправя срещу „Хоум Юнайтед“ (Сингапур). Първата среща във Филипините завършва при резултат 1:1.

## Успехи
- Филипинска футболна лига
  -  Шампион (3): 2017, 2018, 2019
- Юнайтед футболна лига (Дивизия 1)
  -  Шампион (1): 2015[2]
  -  Сребърен медал (1): 2016
- United Football League Division 2
  -  Шампион (1): 2014
- PFF National Men's Club Championship (Купа на Филипините)
  -  Носител (2): 2012 – 13, 2013 – 14
- UFL Cup
  -  Финалист (2): 2015, 2016
- UFL FA League Cup (Купа на лигата)
  -  Носител (1): 2014[3]

## Символика
Серес-Негрос е основан през януари 2012 г. като Серес Ла Сал. „Серес Лайнер“ е автобусна компания, собственост на братята Рики и Лео Рей Янсон. Техните родители Рикардо Б. Янсон и Оливия Вияфлорес Янсон основават компанията през 1968 г., кръщавайки я на името на младата сестра на бащата. Първоначално логото на Серес е зелен овал, в който е изписано името на клуба. В центъра на бял фон строят вплетени инициалите V и Y – от фамилията на майката. Новото лого следва цветовете на транспортния гигант – жълто и черно. Това е и първият автобусен превоз на остров Негрос. Втората част в дебютното име идва от връзката с университета „Сейнт Ла Сал“, кръстен на Свети Жан-Батист дьо ла Сал – френски монахи образователен реформатор. Той считанза патрон на учителите. Католическият университет е първото учелно заведение на остров Негрос и второто в цялата страна.